# Assunta de Habsbourg-Toscane
Assunta de Habsbourg-Toscane (10 août 1902 - 24 janvier 1993) est la plus jeune fille de Léopold Salvator de Habsbourg-Toscane et de Blanche de Bourbon. Elle est un membre de la branche toscane de la Maison de Habsbourg-Lorraine.

## Jeunesse
L'archiduchesse Assunta est née le 10 août 1902 à Vienne. Elle est le huitième des dix enfants de l'archiduc Léopold Salvator de Habsbourg-Toscane (1863-1931) et de sa femme Blanche de Bourbon (1868-1949). Elle est baptisée Assunta Alice Ferdinandine Blanca Leopoldina Margarethe Beatrix Raphaela Michaela Philomena.
L'archiduchesse grandit durant le crépuscule de la monarchie des Habsbourg. Elle est élevée avec ses nombreux frères et sœurs dans les différentes propriétés appartenant à ses parents. Ils vivent entre le Palais Toskana à Vienne et le Schloss Wilhelminenberg à la campagne. Les vacances sont passées en Italie où Blanche possède une propriété rurale près de Viareggio. La plus jeune des cinq sœurs, Assunta est élevée en binôme avec sa sœur Marie-Antoinette. Alors que les trois sœurs aînées, les archiduchesses Dolores, Marie-Immaculée et Marguerite étaient d'un tempérament plutôt docile, les deux cadettes étaient plus rebelles et se heurtaient souvent à leur mère.

## Exil
L'archiduchesse Assunta a seize ans à la chute de la monarchie des Habsbourg. La fin de la Première Guerre mondiale a marqué un net recul de la prospérité de sa famille. Le gouvernement républicain a en effet confisqué les propriétés des Habsbourg et la famille a donc perdu toute sa fortune. Ses frères aînés, les archiducs Rainer et Léopold, sont restés en Autriche et ont reconnu la nouvelle république. Le reste de la famille a déménagé en Espagne en janvier 1919. Ils se sont installés à Barcelone et vivaient simplement avec des moyens très limités.
Durant son séjour à Barcelone, Assunta suivit les traces de sa sœur Marie-Antoinette, de plus en plus tournée vers la religion. Bien que leurs parents soient des catholiques pratiquants, ils ont trouvé inquiétante la ferveur religieuse de leurs plus jeunes filles. Marie-Antoinette a rapidement abandonné son désir de devenir religieuse pour épouser un aristocrate désargenté de Majorque, mais Assunta est restée inflexible dans sa détermination. Après s'être enfuie sur un navire vers l'Amérique du Sud, Assunta, encore mineure, est rendue à ses parents qui finissent par lui céder. Avec leur permission, elle entre au couvent Sainte-Thérèse à Tortosa près de Barcelone. Au début de la guerre civile, le couvent est attaqué et les religieuses sont forcées de fuir. Celles qui, comme Assunta, n'avaient pas encore prononcé leurs vœux étaient libres de suivre une vie laïque. Assunta a obtenu l'autorisation de quitter son ordre et rejoignit sa mère et ses frères et sœurs célibataires à Viareggio.
À la fin des années 1930, par l'intermédiaire d'un de ses frères, l'archiduchesse rencontre Joseph Hopfinger (1905-1992), un médecin juif polonais. Contre l'avis de sa mère, ils se marient en septembre 1939 à Ouchy, en Suisse.
Le couple a eu deux filles : 
- Maria Teresa Hopfinger (5 décembre 1940), mariée de 1961 à 1967 avec Edward Joseph Hetsko, se remarie en 1969 avec Anatole Ferlet. Elle a deux enfants.
- Juliette Elisabeth Maria Assunta Hopfinger (30 octobre 1942), Mariée cinq fois, elle a trois enfants.

Peu de temps après leur mariage, son mari est mobilisé dans l'armée jusqu'à la défaite française. Ils sont réunis à Londres et déménagent à Barcelone où naît leur fille aînée.
La persécution des Juifs les obligent à quitter l'Europe. Ses beaux-parents sont en effet tués par les Russes. Ils décident alors d'émigrer aux États-Unis avec l'aide des frères d'Assunta, Léopold et Franz Joseph, qui vivaient en Amérique et ont payé leur voyage jusqu'à New York. Le mari d'Assunta y  travaille comme médecin et leur deuxième fille naît à New York.
Cependant, le mariage n'est pas un succès, et le couple se sépare après la guerre et divorce le 25 juillet 1950.
L'archiduchesse déménage alors avec ses filles à San Antonio au Texas, où elle a vécu pour le reste de sa vie. Elle est restée très attachée à l'église catholique et a occupé divers emplois pour subvenir à ses besoins. Pendant un certain temps, elle a travaillé comme commis aux réclamations. Tard dans sa vie, elle a fait un voyage en Europe pour rendre visite à ses frères et sœurs survivants. Elle est morte le 24 janvier 1993 à l'âge de 90 ans à San Antonio.